# 綿織物
綿織物（めんおりもの）は、木綿で作られた織物。

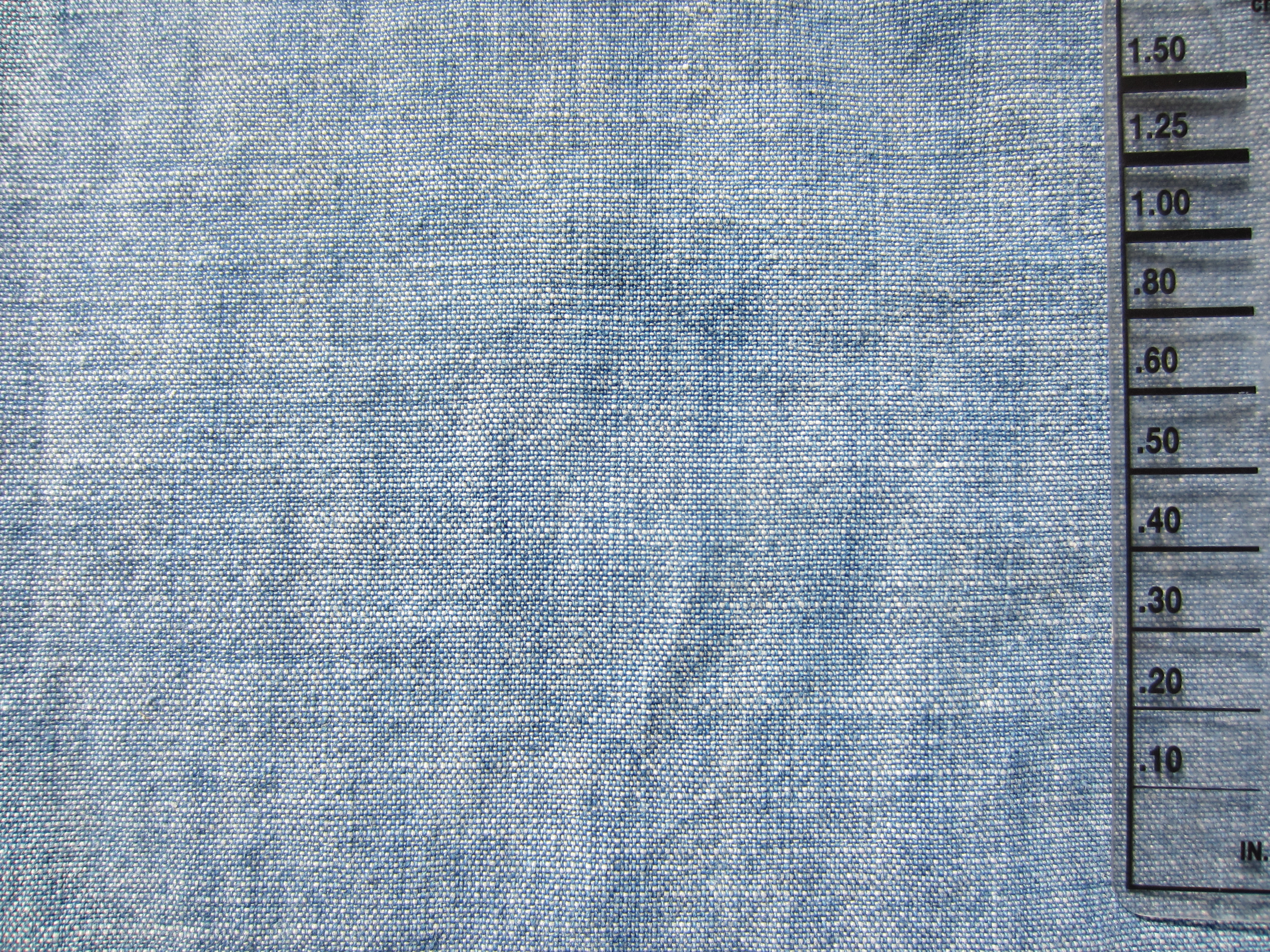
青いカンブリック(ハンカチ等に使われる生地)

## 主な綿織物
- エンドオンエンド（英語版）
- 絣(木綿が主だが麻や絹の物もある)
- オーガンジー（英語版）
- オックスフォード・クロス（英語版）
- 鹿の子編み（英語版）（カノコ）
- カルゼ（英語版） - タテ糸に杢糸もしくは霜降り糸の2本引き揃え、ヨコ糸に染め糸（2本引き揃えも有）を使用した2/2綾織物。
- カンブリック(シャンブレー)
- ギャバジン
- キャラコ
- ギンガム
- コットンサテン
- コットンツイル（綾織り）
- コーデュロイ - コール天
- サージ（綾織り）
- シーチング
- ジョーゼット
- クレープ（綿ちぢみ、または楊柳（ようりゅう））
- ストレッチブロード（英語版）
- スムース編み（英語版）（インターロック編み、両面編み）
- タオル地 - パイル地
- ダンガリー
- デニム
- 天竺（てんじく、平編み）
- トワル
- ドビー織
- ビエラ - ネルの一種。毛（55％）と綿（45％）を混紡した糸を用いた綾織物。
- フライス編み（英語版）（リブ編み）
- フランネル（ネル）
- ブロード（ポプリン）
- ベッチン
- 帆布
- ボイル（英語版）
- モールスキン
- ラシャ
- ローン
- ワッフル（英語版）（サーマル編み）
- 浴衣地
- 会津木綿
- 阿波しじら織
- 石田縞
- 伊予絣
- 遠州木綿
- 上総木綿
- 久留米絣
- 小倉織
- 相楽木綿
- 知多木綿
- 手拭
- 唐桟
- 播州織
- 松阪木綿
- ミンサー織り
- 八重山ミンサー
- 柳井縞

## ギャラリー

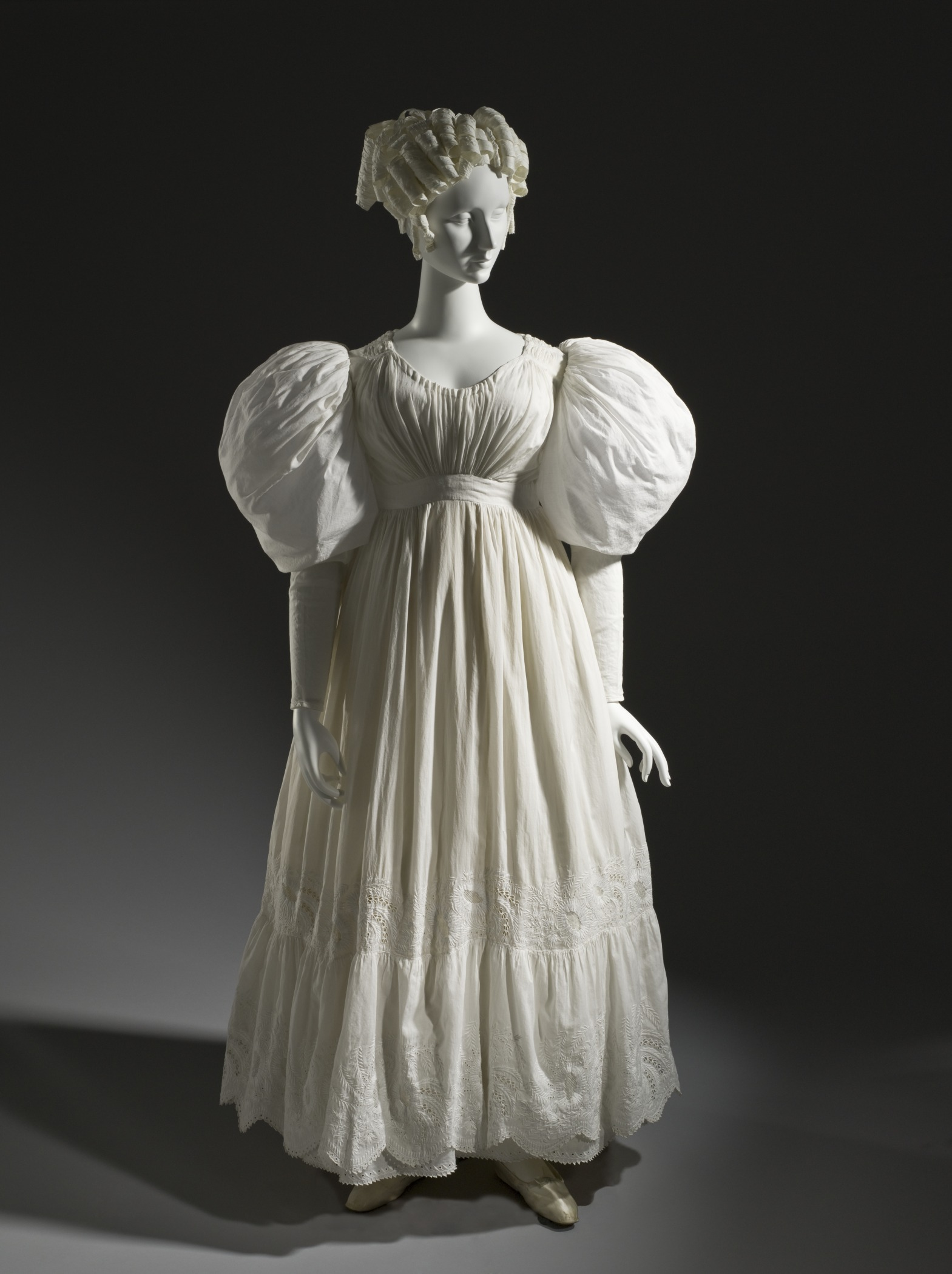
綿のカットワークのサマードレス1830年頃イギリス
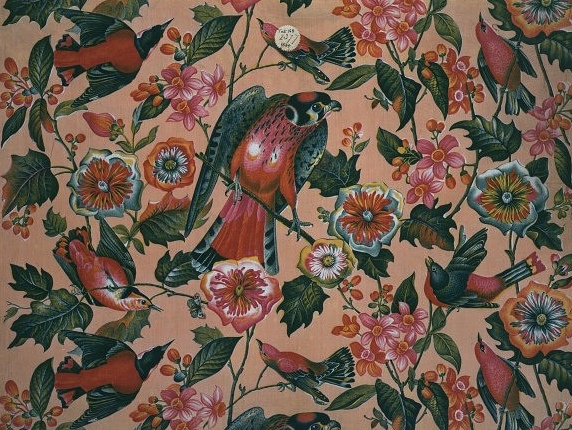
ジョン・ジェームズ・オーデュボンデザインのプリント綿生地(1830年代イギリス)
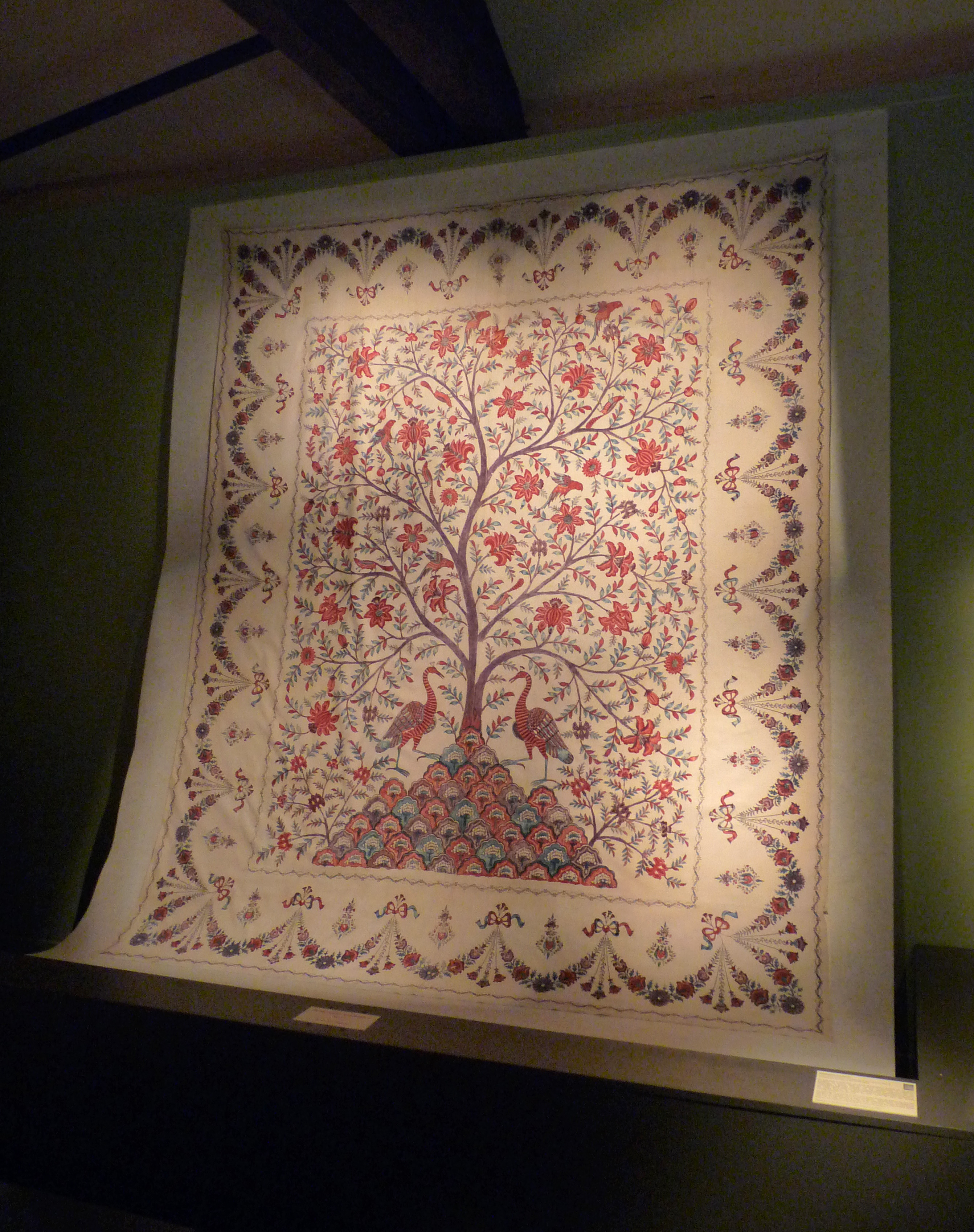
パランポア（英語版）(インドで作られた手描き染めのベッドカバーの一種)
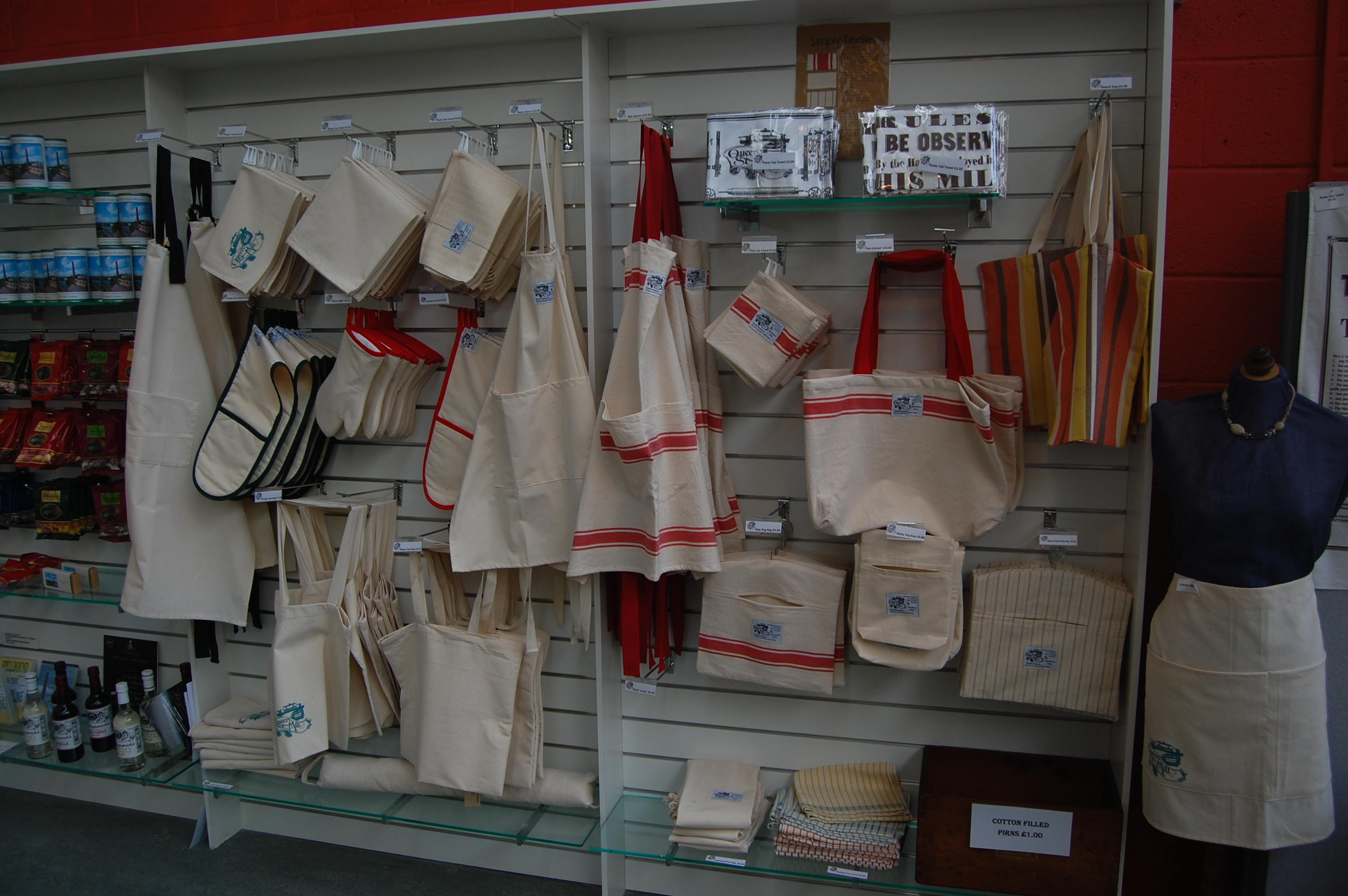
クイーンストリートミル（英語版）のミュージアムショップ
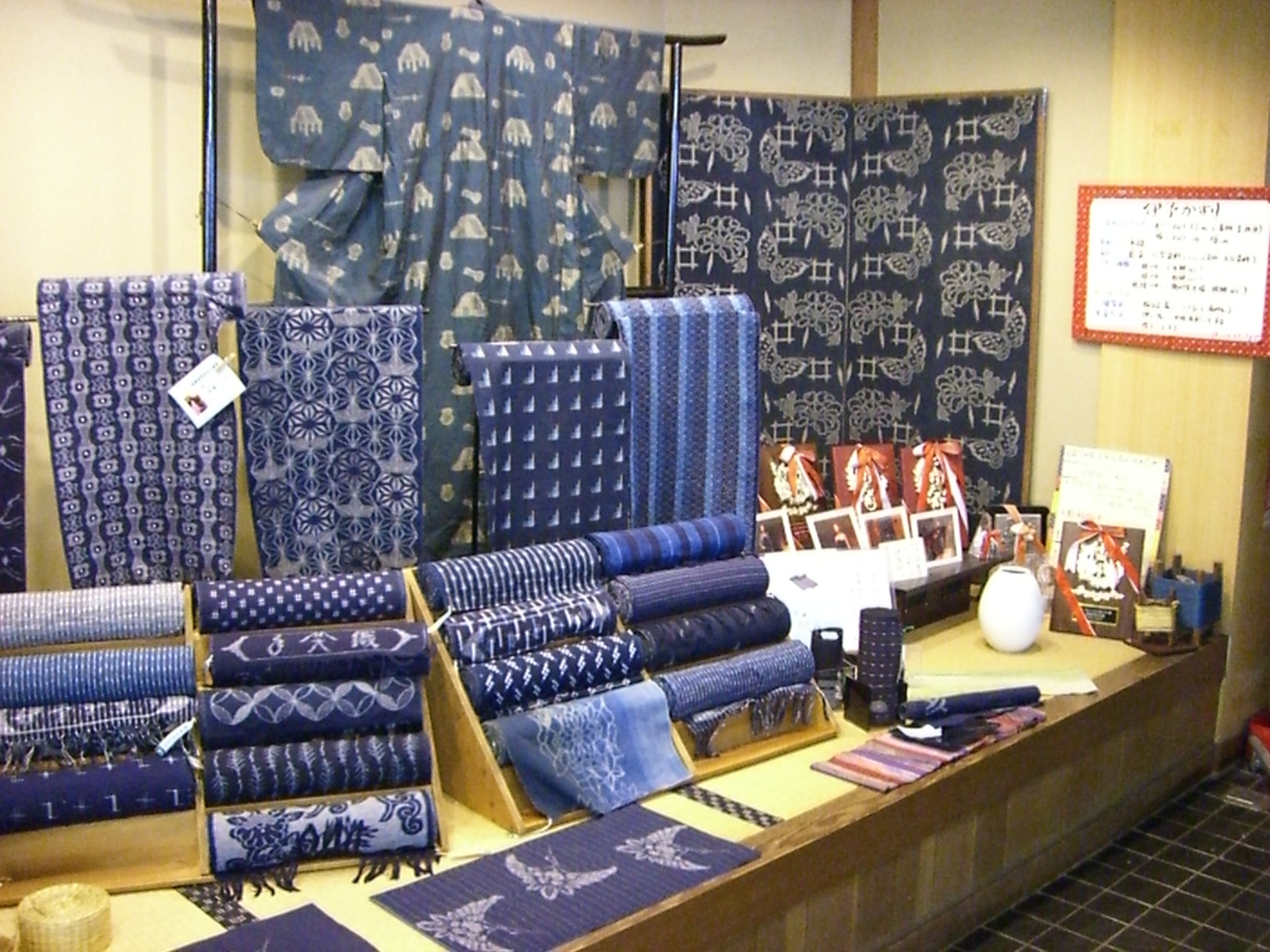
伊予絣の反物や着物